# Вайсе-Ельстер
Вайсе-Ельстер, також Біла Ельстер, Вейсеельстер (нім. Weiße Elster, чеськ. Bílý Halštrov) — річка у Німеччині.
Водозбір знаходиться східніше чеського міста Аш, близько 1 км від німецького кордону. На річці розташовані міста Плауен, Гера та Лейпциг, близько Галле вона впадає у Заале.
Назва річки походить від індо-європейського кореня «el-/ol-» ("текти ").. З німецьким словом «Elster» («сорока») зв'язку немає.
Під час Битви народів у цій річці потонув наполеонівський маршал Понятовський.

## Мости

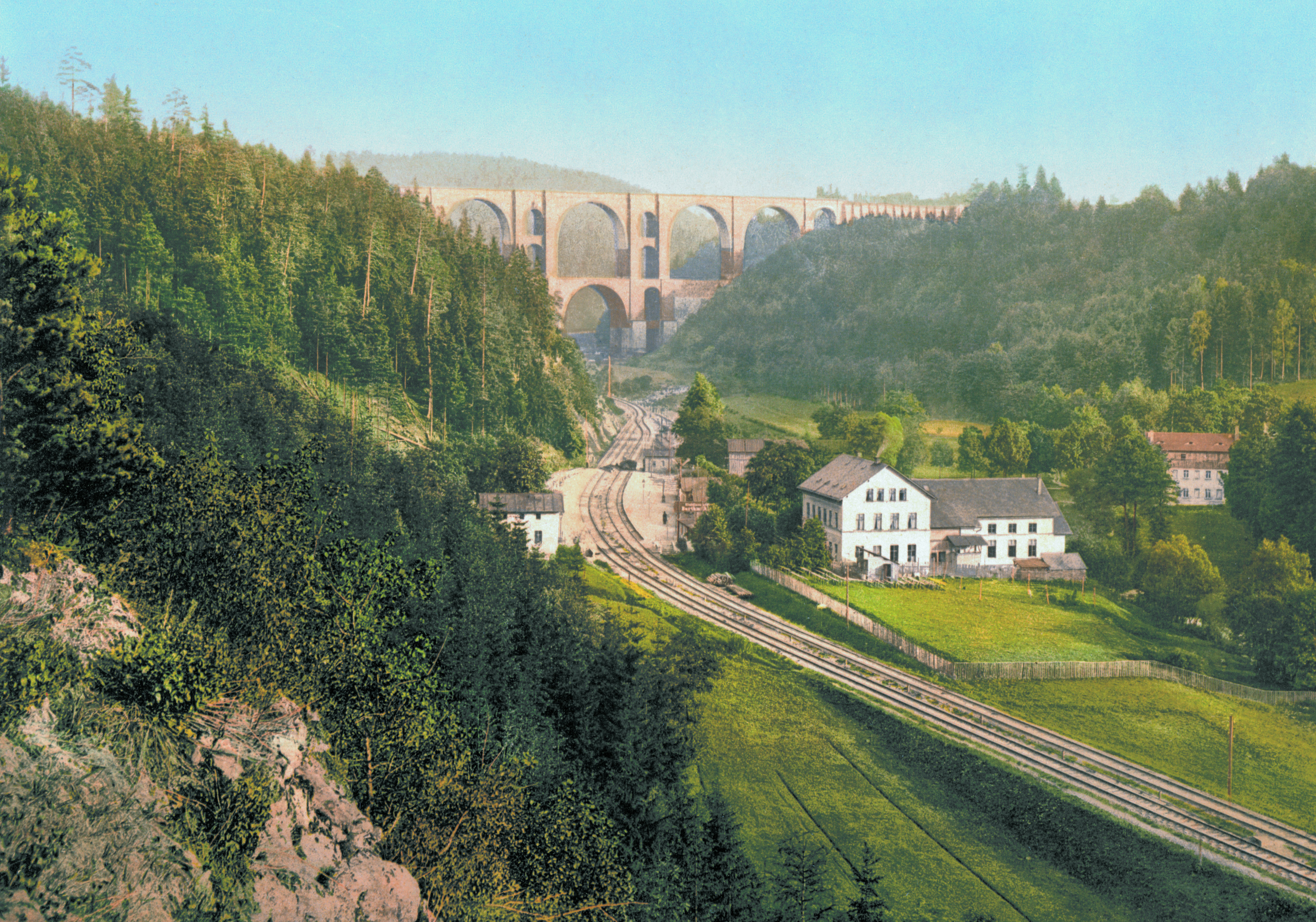
Ельстертальбрюке
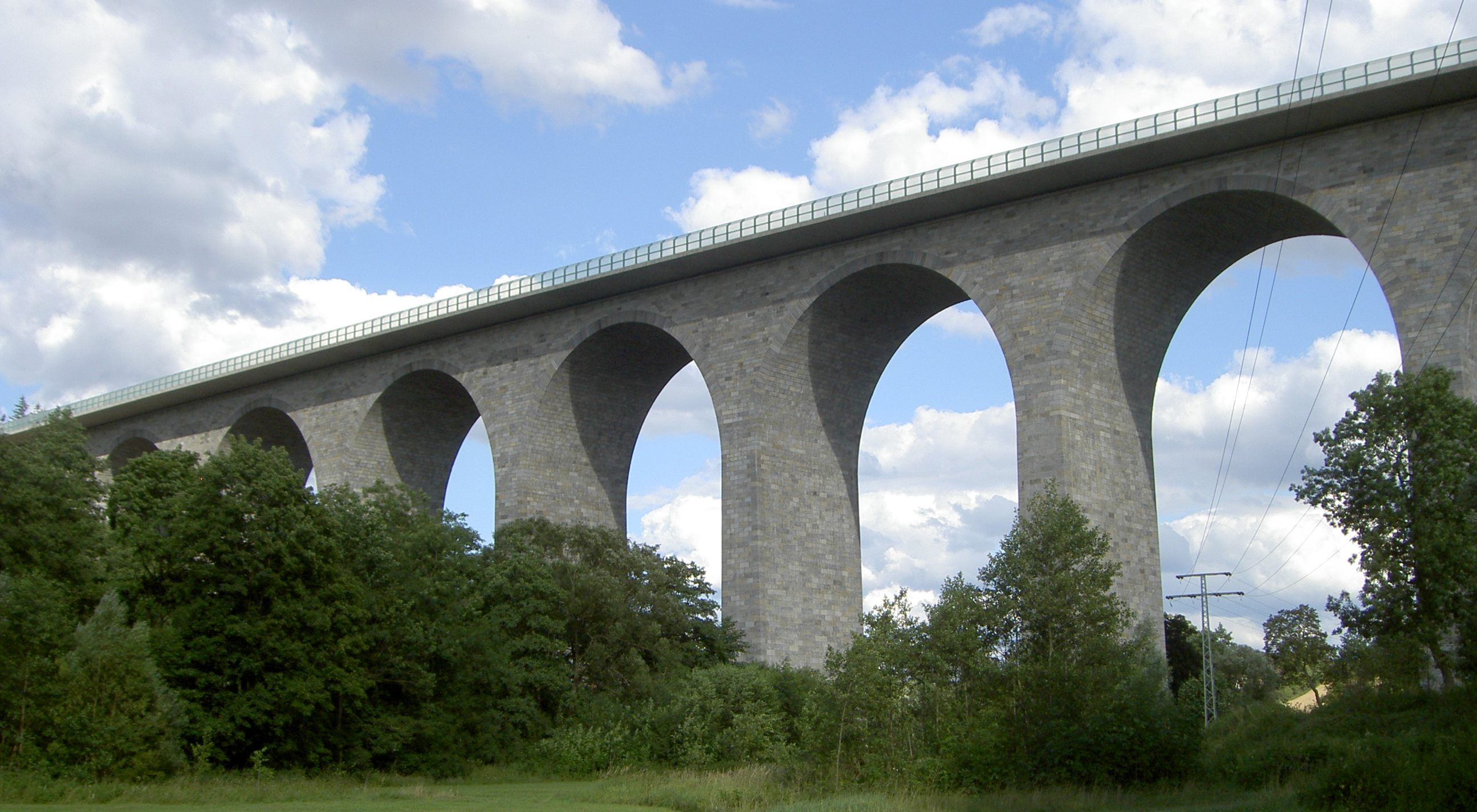
Міст автобану неподалік від Пірка
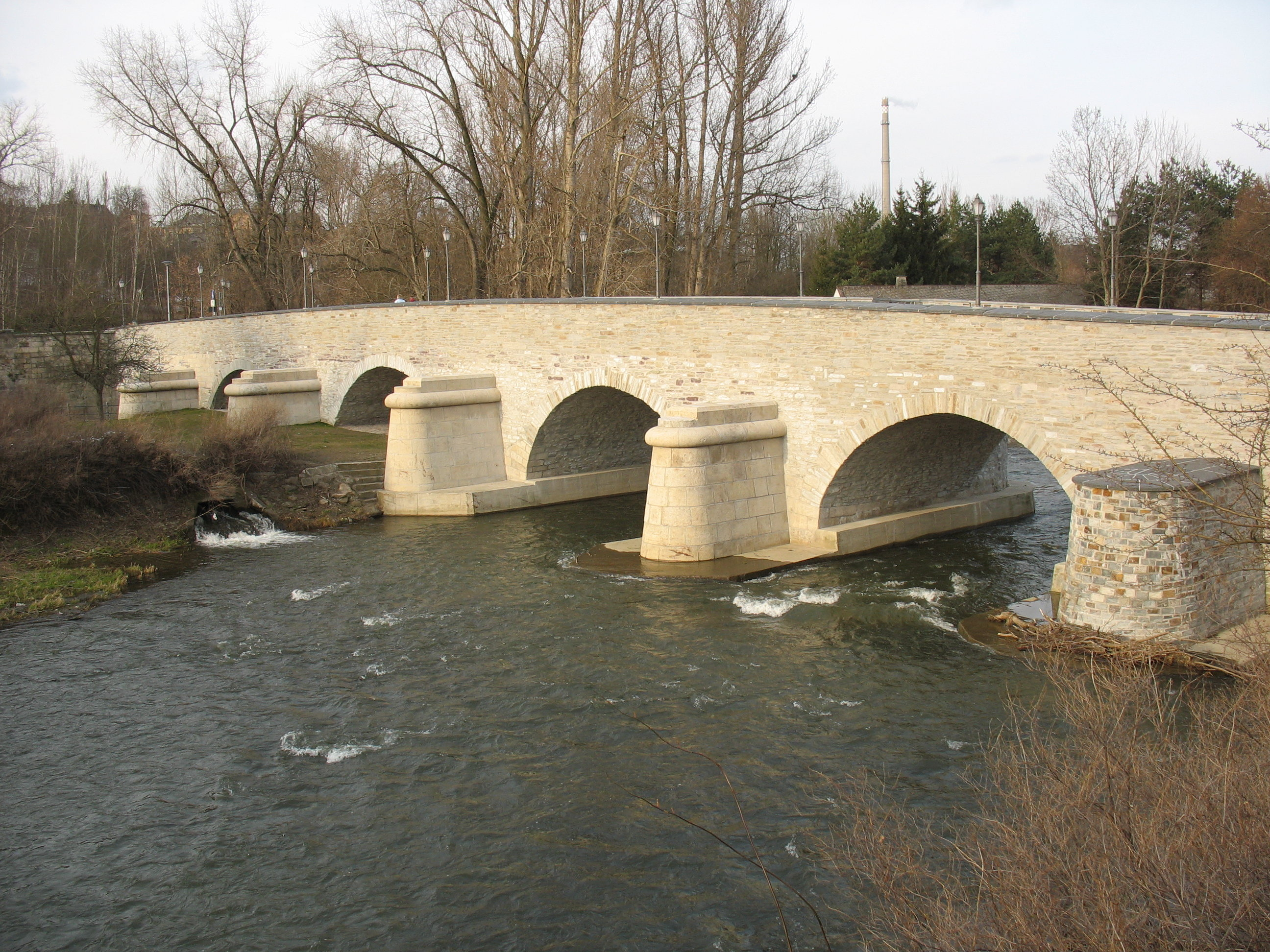
Старий міст у Плауені